# Girske (Lugansk)
Girske (en ucraniano: Гірське; en ruso: Горское, romanizado: Górskoye) es una ciudad ucraniana perteneciente al óblast de Lugansk. Situada en el este del país, formaba parte del raión de Popasna hasta 2020, aunque ahora es parte del raión de Sievierodonetsk y del municipio (hromada) de Girske.
La ciudad se encuentra ocupada por Rusia desde el 23 de junio de 2022, siendo administrada como parte de la de facto República Popular de Lugansk.

## Geografía
Girske está en medio de pequeños bosques en la confluencia de los ríos Bilenka y Donets en su margen derecho, 11 km al norte de Pervomaisk y 64 kilómetros al noroeste de Lugansk.

## Historia
Girske fue fundada en 1898 y la base de la economía de la ciudad ha sido la extracción de carbón. La mina más antigua de la ciudad es Guirska, que comenzó su funcionamiento en 1910 y en torno a la cual se construyó el asentamiento. La mina fue un generador de presupuesto para la ciudad durante mucho tiempo, pero al mismo tiempo tenía una tasa de accidentes muy alta.
La localidad recibió el estatuto de ciudad en 1938.
Durante la Segunda Guerra Mundial, la ciudad estuvo ocupada por las tropas de Alemania nazientre el 11 de julio de 1942 y el 8 de febrero de 1943, y de nuevo entre el 3 de marzo y el 3 de septiembre de 1943.
En 1970, la base de la economía de la ciudad era la extracción de carbón, aquí funcionaba una fábrica de procesamiento y una panadería. En el siglo XXI, la mina no fue operada por algún tiempo, fue reiniciada en 2011.
A mediados de abril de 2014 en medio de la guerra del Dombás, los separatistas prorrusos de la autoproclamada República Popular de Lugansk tomó el control de numerosas ciudades del Dombás, incluida Girske. La ciudad fue recuperada por las tropas de Ucrania el 13 de agosto de 2014. Hasta el 7 de octubre de 2014, el asentamiento era parte del municipio de Pervomaisk pero luego fue incorporado al raión de Popasna. El 14 de abril de 2015 se desmanteló el monumento a Lenin en la ciudad.
Durante la invasión rusa de Ucrania, partir del 23 de junio de 2022, Girske quedó bajo el control de facto de la República Popular de Lugansk, luego de que sus tropas y las fuerzas rusas la ocuparon en la batalla del Dombás.

## Demografía
La evolución de la población entre 1939 y 2021 fue la siguiente:
| 12 179                                                        | 17 932 | 15 805 | 14 657 | 13 559 | 11 473 | 11 112 | 10 317 | 10 041 | 9921 | 9550 | 9274 |
| (Fuente: Cities & Towns of Ukraine y UKRAINE: Größere Städte) |        |        |        |        |        |        |        |        |      |      |      |

Según el censo de 2001, la lengua materna de la mayoría de los habitantes, el 53,2%, es el ucraniano; del 41,6% es el ruso. Los rusos siempre han sido el grupo étnico más grande de Girske.

## Infraestructura

### Transporte
Girske tiene conexiones de autobús a las ciudades de Lugansk, Sievierodonetsk, Lisichansk y Pervomaisk. También hay una conexión de tren y una estación de tren en Shipilové en la línea Limán-Rodakove.

## Personas ilustres
- Vladímir Kónonov (1974): militar y ministro de defensa de la autoproclamada República Popular de Donetsk (2014-2018).